# Tiecelijn
Tiecelijn is een Nederlandstalige literair-historische uitgave die zich ten doel stelt de Reynaertstudie, die het episch dierdicht Van den Vos Reynaerde bestudeert, nieuwe impulsen te geven.
Twintig jaar lang was Tiecelijn hét tijdschrift voor Reynaerdofielen. De naam Tiecelijn is ontleend aan een figuur in het dierdicht, de raaf Tiecelijn.
Eind september 2007 verscheen echter het laatste driemaandelijkse nummer van "Tiecelijn". De vzw Reynaertgenootschap schakelde na 20 jaar over van de publicatie van een tijdschrift naar een jaarboek.
Tiecelijn 21. Jaarboek 1 van het Reynaertgenootschap werd op 18 oktober 2008 voorgesteld. Het tweede jaarboek werd op 8 november 2009 voorgesteld in de Stadsbibliotheek van Sint-Niklaas. Een derde, vierde, vijfde en zesde nummer volgden in elk volgend jaar. Het zevende nummer is in voorbereiding.
Tiecelijn wordt sinds 1988 uitgegeven door de vzw Reynaertgenootschap.
Het Reynaertgenootschap legt zich vooral – maar niet uitsluitend – toe op de studie en de promotie van literatuur en cultuur.
Als kerntaak heeft het de publicatie van het tijdschrift Tiecelijn, jaarboek van het Reynaertgenootschap.

## Manifest
Het oprichtingsmanifest uit 1988 luidde:
Tiecelijn is ongebonden en pluralistisch. Tiecelijn getuigt van het doorleven van Reynaert de vos in het Land van Reynaert en daarbuiten en is een forum voor alle "Reynaerdofielen". Tiecelijn wil een literair, wetenschappelijk en tevens vulgariserend tijdschrift zijn en geeft aandacht aan zowel literatuur, literatuurgeschiedenis, folklore, heemkunde, geschiedenis, educatie, geopolitiek, milieu en toerisme. In Tiecelijn komt groot en klein nieuws in de vorm van kleine artikels, interviews, polemieken, bibliografische overzichten, boekbesprekingen, iconografisch materiaal, columns, Reynaertcuriosa en aankondigingen van Reynaertmanifestaties- en publicaties. Geaasd wordt op wetenschappelijke primeurs en voorpublicaties. Er wordt gewerkt en gepubliceerd rond de Reynaertstof in de breedste en modernste zin, met grote belangstelling voor de naleving en de interpretatie van het Reynaertverhaal. Ook dierenverhalen in de meest algemene zin van het woord behoren tot het publicatiebereik van Tiecelijn. Het richt zich tot geïnteresseerden, leraren en studenten, heemkundigen, kunstenaars, leden van de diverse Reynaertverenigingen, journalisten, literatuurliefhebbers en literairhistorici. Tiecelijn fungeert als een link tussen de literairwetenschappelijke en de folkloristisch-toeristische Reynaertwereld en tussen de literaire wereld van toen en nu. Steeds staat Reynaert centraal, hij is schurk en schelm, middeleeuwer en tijdgenoot, wereldburger en Waaslander, maar voor alles een Europeaan.'